# Smalnæbbet ravnekakadu
Smalnæbbet ravnekakadu (latin: Calyptorhynchus latirostris) er en fugl i familien kakaduer i ordenen papegøjer, der lever i det sydvestlige Australien.